# Karakória
Karakória  puszta Bácskában, Zombor városától északra a 18.-19. században.
Névváltozatai: Karankoria, Karagoria, Karakovic.
A 16. század második felének oszmán defterei szerint muszlim lakosságú település volt, melynek török neve Karga Kori (Varjú Erdő) volt, ez szlávosodott el később Karakóriára. Egy 1552–1558 között keletkezett timár rúznámcse defterben  egy helyen Kara Korı nam-ı diğer Rig („Kara Kori más néven Rég”), máshol meg Rika/Riga nam-ı diğer Karga Korı ("Riga más néven Karga Kori") néven szerepel. Eszerint a Zombor északi oldalán fekvő középkori Rég falu területén jött létre, melynek fekvését középkori határjárásokból ismerjük. Zombor északi oldalán volt, pontosan arra, ahol újkori térképeinken a Karakoria/Karankoria nevű puszta található. 
1659-ben Pápay Péter és Felső-Szudi Duló György nádori adomány folytán Karakonya és Kruczonya (Bácskörtés) bácsmegyei helységek birtokába bevezettettek. 1746-ban Redl kamarai adminisztrátor jelentésében úgy említik Praedium Karankoriját, mint török nevet viselő települést (habens nomenclaturam Turcicam), vagyis ekkor még ismert volt nevének török eredete, ám ez hamarosan annyira feledésbe merült, hogy a 19. század szakirodalma tévesen egy másik eltűnt település Gergelyi nevének régies formáját (Gligoria) látta benne. Pesty Frigyes 19. századi leírása szerint a Zombor északi oldalán fekvő újkori Nenadits pusztát két részre tagolták: az északit Bratyevitynek, a déli felét pedig Karankoriának nevezték.